# Paralomis echidna
Paralomis echidna is een tienpotigensoort uit de familie van de Lithodidae. De wetenschappelijke naam van de soort is voor het eerst geldig gepubliceerd in 2010 door Ahyong.